# Microblading
Microblading é um procedimento de maquiagem semipermanente, através do qual uma pequena incisão no formato de fios de cabelo são criadas ao longo da sobrancelha para tentar melhorar, remodelar ou criar uma aparência natural nas sobrancelhas. O procedimento envolve o uso de uma microblade (pequenas laminas do inglês), que é mergulhada em um pigmento que foi escolhido para melhor combinar com a cor natural do cabelo e o tom da pele, então com ela, traços são desenhados ao longo do design da sobrancelha que foi anteriormente demarcado e examinado. A microblade penetra apenas na parte superior da pele e o pigmento é depositado simultaneamente para criar traços de fio de sobrancelha deixando um contorno emplumado.
Também conhecida por uma variedade de nomes, tais como tebori, dermopigmentação, micropigmentação e tatuagem cosmética. Ela é uma forma de maquiagem semi-permanente que fornece um meio de camuflar parcialmente ou totalmente a ausência de cabelo da sobrancelha através de depósitos de pigmentos de tatuagem cosmética que irão imitar os fios de cabelo. Com o tempo, os traços podem se ofuscar e desaparecer, então precisarão ser retocados.